# Lansingerland
Lansingerland – gmina w Holandii, w prowincji Holandia Południowa.

## Miejscowości
Bergschenhoek (siedziba gminy), Berkel en Rodenrijs, Bleiswijk, Rotte, Kruisweg.